# Hart van Homo’s
Hart van Homo's is een Nederlandse stichting die zich inzet voor ‘gezicht en steun geven aan homoseksuele jongeren uit het orthodoxere deel van de kerk’.

## Geschiedenis
In 2016 startte de organisatie Weerbaar in Seksualiteit (WiS) het project Hart van Homo’s. Het initiatief werd genomen door Herman van Wijngaarden en Wietske Kruyswijk. Van Wijngaarden is auteur van het boekje Oké, ik ben dus homo – over homoseksualiteit en het volgen van Jezus. Kruyswijk is eigenaar van Weerbaar in Seksualiteit (WiS), een bureau dat lesmateriaal over seksualiteit voor het voortgezet onderwijs maakt. De regering heeft in 2016 onder druk van de Tweede Kamer besloten de subsidie (van 45.000 euro per jaar) aan WiS per direct op te schorten, op de koop toe nemend dat dit voor wat betreft de al toegezegde subsidie juridisch aanvechtbaar is, omdat de subsidievoorwaarden niet zijn geschonden. Met deze subsidie ontwikkelde Hart van Homo’s lesprogramma’s voor scholen, een website en e-coaching. Om het werk voort te zetten is Hart van Homo’s sindsdien afhankelijk van donaties uit de (christelijke) achterban. 
In 2016 is het project Hart van Homo's voortgezet in een gelijknamige stichting. De stichting wordt geleid door een bestuur dat leden die behoren tot verschillende (orthodox) protestantse kerkverbanden, zoals de Christelijke Gereformeerde Kerken, de Gereformeerde Gemeenten, de Nederlandse Gereformeerde Kerken en de Protestantse Kerk in Nederland.

## Doelstelling en activiteiten
Hart van Homo's richt zich op jongeren (direct, en indirect via training van docenten) en gaat uit van acceptatie van homoseksuele gerichtheid, maar verwerping op christelijke gronden van seks met iemand van hetzelfde geslacht; wel aanvaardbaar in deze visie zijn, naar het voorbeeld van Jezus en zijn discipelen, intieme vriendschappen waarin weliswaar geen sprake is van seks, maar wel van liefde (dus van platonische liefde). 
De stichting wil jongeren informatie geven en steun bieden bij het zoeken naar een manier om met hun homoseksualiteit om te gaan. Daarbij gaat het om vragen als: ‘Wie ben ik?’, ‘Hoe kan ik mezelf zijn?’, ‘Wie wil God voor mij zijn?’, ‘Wat mag ik verwachten van de (kerkelijke) gemeente?’ Ook vragen over het al dan niet aangaan van een (seksuele) relatie of een vriendschap kunnen aan de orde komen. Om de doelstelling te verwezenlijken organiseert Hart van Homo's bijbelstudiegroepen en geeft e-coaching, gastlessen en lezingen. Daarnaast organiseert de stichting gespreksavonden en ontmoetingsdagen voor jongeren en hun ouders.